# Yellow Stone
Pour les articles homonymes, voir Yellowstone (homonymie).
Le Yellow Stone, parfois Yellowstone, est un bateau à vapeur à aubes construit en 1831 à Louisville dans le Kentucky pour le compte de l'American Fur Company. Durant ses premières années, il sert pour le commerce des fourrures et fait la liaison entre Saint-Louis dans le Missouri et les postes de traite établis le long de la rivière Missouri jusqu'à l'embouchure de la Yellowstone. Durant les mois d'hiver, le Yellow Stone sert au commerce du coton dans le bas-Mississippi. 
Le Yellow Stone est racheté en 1835 par Thomas Toby et est alors utilisé pour le commerce avec le Texas. Il joue ensuite un rôle important au cours de la révolution texane de 1836 en transportant les troupes du général Samuel Houston de l'autre côté du Brazos en crue.